# Plectranthus thyrsoideus
Plectranthus thyrsoideus là một loài thực vật có hoa trong họ Hoa môi. Loài này được (Baker) B.Mathew miêu tả khoa học đầu tiên năm 1976.